# Phyllodactylus duellmani
Phyllodactylus duellmani este o specie de șopârle din genul Phyllodactylus, familia Gekkonidae, descrisă de Dixon 1960. A fost clasificată de IUCN ca specie cu risc scăzut. Conform Catalogue of Life specia Phyllodactylus duellmani nu are subspecii cunoscute.